# Władimir Orłow
Władimir Mitrofanowicz Orłow (ros. Владимир Митрофанович Орлов, ur. 3 lipca?/15 lipca 1895 w Chersoniu, zm. 28 lipca 1938 w miejscu egzekucji Kommunarka) – flagman floty I rangi (admirał) Marynarki Wojennej ZSRR (22 listopada 1935), naczelny dowódca Marynarki Wojennej ZSRR.

## Życiorys
Urodzony w rodzinie dyrektora gimnazjum. Uczył się na wydziale prawa Uniwersytetu Petersburskiego. W czasie I wojny światowej w 1916 powołany do służby wojskowej we Flocie Bałtyckiej. Ukończył kurs chorążych marynarki w 1917, dalej w służbie we Flocie Bałtyckiej jako oficer wachtowy krążownika „Bogatyr”. W 1918 wstąpił do RKP(b). W latach 1918–1920 szef wydziału politycznego Floty Bałtyckiej. W latach 1920–1921 służył na okrętach transportowych. W latach 1921–1923 pomocnik szefa oddziału politycznego Rewolucyjnej Rady Wojennej Republiki ds. morskich i szef oddziału politycznego Marynarki. W latach 1923–1925 szef i komisarz Szkół i Uczelni Marynarki Wojennej. W 1926 ukończył Wyższe Kursy Akademickie. W latach 1926–1930 dowódca Floty Czarnomorskiej. Od czerwca 1931 do lipca 1937 dowódca marynarki wojennej Armii Czerwonej (RKKA). Do 1934 członek Rewolucyjnej Rady  Wojskowej ZSRR. Od stycznia 1937 zastępca komisarza ludowego obrony ZSRR. 
W okresie wielkiej czystki 10 lipca 1937 aresztowany przez NKWD pod zarzutem „założenia organizacji kontrrewolucyjnej w Marynarce Wojennej Armii Czerwonej”. 28 lipca 1938 skazany na śmierć przez Kolegium Wojskowe Sądu Najwyższego ZSRR. Rozstrzelany tego samego dnia w miejscu egzekucji Kommunarka pod Moskwą, pochowany anonimowo.
Zrehabilitowany 23 czerwca 1956 postanowieniem Kolegium Wojskowego SN ZSRR.

## Odznaczenia
- Order Czerwonego Sztandaru
- Order Czerwonej Gwiazdy